# Розен, Мэрион
Мэрион Розен (англ. Marion Rosen, 24 июня 1914, Нюрнберг, Королевство Бавария, Германская империя — 18 января 2012, Беркли, Калифорния) — физиотерапевт, основоположник школы розен-метода, одного из направлений телесно-ориентированной психотерапии.

## Биография
Мэрион Розен родилась в Нюрнберге в Германии в 1914 году. Она была одним из четырёх детей в еврейской семье среднего класса. В 1933 году в Германии к власти пришли нацисты и Мэрион с горечью вспоминает о том, как менялись её отношения с друзьями-немцами, как приходилось скрывать свою национальность для того, чтобы выжить.
В Германии Мэрион Розен обучалась у Люси Хейер, которая в свою очередь была ученицей Эльзы Гиндлер (англ. Elsa Gindler) — основательницы многих техник, касающихся взаимосвязи между расслаблением тела, дыханием и осознаванием своих чувств. Госпожа Хейер работала со своим мужем, доктором Густавом Хейером, коллегой и последователем Карла Юнга. На приём к супругам Хейер люди приезжали со всех концов Германии. Пациенты, проходившие психотерапию у доктора Хейера, получали сеансы релаксации у Люси и Мэрион. Эта работа дала Мэрион Розен понимание важности сочетания вербального контакта и работы с телом, отличительного качества Розен-метода.
Когда Мэрион Розен было 23 года, перед Второй мировой войной, её семья навсегда уехала из Германии. Мэрион и её младшая сестра поехали в Швецию, где ожидали получения американской визы. Визу Мэрион получила благодаря американскому психотерапевту Карен Хорни. Это время Мэрион использовала для того чтобы окончить обучение физиотерапии (в Европе физиотерапевт умеет не только обращаться с медицинскими аппаратами, но обязан хорошо знать механику работы тела и дыхательные техники), которая подтвердила и обосновала все то, чему она научилась у Люси Хейер. Когда она получила визу и билет на трансатлантический пароход до Нью-Йорка, немцы оккупировали Норвегию. Они высаживали всех евреев с кораблей и отправляли их в концентрационные лагеря. Поэтому добраться до Америки через запад, как это было запланировано, стало невозможно, и Мэрион поехала на восток через Россию и Японию до Калифорнии, где и остановилась в Беркли.
Во время войны Мэрион работала с людьми, получившими травмы на строительстве кораблей. В 1944 году она окончила обучение физиотерапии/реабилитации в Клинике Майо и работала в больнице Kaiser Permanente. Позже она начала частную практику в Окленде (Калифорния). Более чем за 30 лет работы Мэрион стала известной как специалист, который эффективно помогает людям, у которых телесные недуги сочетаются с психологическим напряжением. Работая с клиентами, она заметила, что состояние людей, рассказывавшие о своих травмах, быстрее улучшалось, чем у тех, которые не говорили о своих чувствах. В начале 70-х Мэрион начала обучать своего первого ученика, в 1980 году — набрала первую группу из 10 студентов.
Мэрион давала сеансы и преподавала на семинарах. Она регулярно бывала в Европе, обучая и принимая участие в работе Розен-центров в Швеции, Норвегии, Финляндии, Германии, Швейцарии, Франции и Дании.
Умерла в 2012 году, в городе Беркли (США, штат Калифорния).

### Список произведений
- Rosen M., Brenner S. Rosen Method Bodywork: Accessing the Unconscious through Touch. — California : North Atlantic Books Berkeley, 2003. — ISBN 978-1-55643-418-1.
  - Розен-метод: Движение и работа с телом. — М.: Психотерапия, 2010. — 160 с. — 4,000 экз. — ISBN 978-5-903182-72-5.
  - Работа с телом. Доступ к бессознательному через прикосновение. — М.: Психотерапия, 2013. — 144 с. — ISBN 978-5-90636-401-2.